# Jack J. Clark
Pour les articles homonymes, voir Clark.
Jack J. Clark (né le 23 septembre 1879 à Philadelphie, mort le 12 avril 1947 à Hollywood)  est un acteur et réalisateur américain des débuts du cinéma.

## Biographie
Né à Philadelphie, il commence sa carrière au théâtre à New York, et est apparu dans plus de 200 films. Il fait ses débuts au cinéma en 1910 en tant qu'acteur pour la Kalem Company, société de production de New York.

## Filmographie

### 1910
| - The Conspiracy of Pontiac - When Lovers Part |

### 1911
| - For Love of an Enemy - Her Chum's Brother - The Little Sister - Grandmother's War Story - Sailor Jack's Reformation - A War Time Escape - A Sawmill Hero - The Lass Who Couldn't Forget - By a Woman's Wit - The Fiddle's Requiem - When the Dead Return - The Carnival - In Blossom Time - Tangled Lives | - La Forteresse roulante ou l'Attaque du train 62 (The Railroad Raiders of '62) - The Little Soldier of '64 - To the Aid of Stonewall Jackson - Hubby's Day at Home - The Colonel's Son - The Romance of a Dixie Belle - Special Messenger - Rory O'Mores - Losing to Win - La Colleen Bawn - The Fishermaid of Ballydavid - Among the Irish Fisher Folk - The Franciscan Friars of Killarney - Un patriote irlandais (Arrah-na-Pogue) |

### 1912
| - A Southern Boy of '61 - The O'Neill - Sa mère (His Mother) - The O'Kalems Visit to Killarney - The Vagabonds - Far from Erin's Isle - You Remember Ellen - A Visit to Madeira - The Kalemites Visit Gibraltar - Along the Mediterranean - American Tourists Abroad - The Fighting Dervishes of the Desert - Missionaries in Darkest Africa - Making Photoplay in Egypt | - Captured by Bedouins - Une tragédie du désert (Tragedy of the Desert) - Winning a Widow - A Prisoner of the Harem - Down Through the Ages - The Ancient Port of Jaffa - Ancient Temples of Egypt - The Poacher's Pardon - From the Manger to the Cross - The Kerry Gow - The Mayor from Ireland - Ireland, the Oppressed - The Shaughraun - Un patriote irlandais (Arrah-na-Pogue) |

### 1913
| - The Wives of Jamestown - Lady Peggy's Escape - A Daughter of Confederacy - The Mystery of Pine Creek Camp | - When Men Hate - In the Power of the Hypnotist - In the Clutches of Ku Klux Klan |

### 1914
| - For Ireland's Sake - Come Back to Erin - The Eye of the Government - The Little Rebel - Through the Fire of Temptation | - A Fight for a Birthright - Marian, the Holy Terror - Twilight - His Brother's Wife |

### 1915
| - The Last of the Mafia - The Smuggler's Lass - The Woman Hater's Baby | - The Ulster Lass - The Mad Maid of the Forestl - Gene of the Northlandl |

### 1916

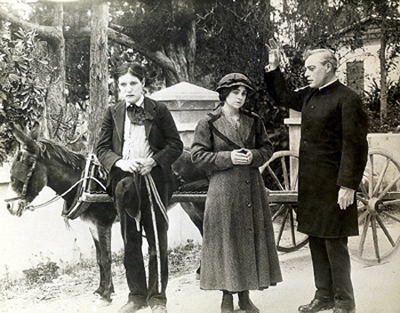
Jack J. Clark (à gauche) dans The Innocent Lie (1916).

- A Fool's Paradisel
- Audrey
- Scorched Wings
- The Innocent Lie